# SEB Tartu Grand Prix 2008
Il SEB Tartu Grand Prix 2008, ottava edizione della corsa, valida come evento dell'UCI Europe Tour 2008 categoria 1.1, si svolse il 24 maggio 2008 per un percorso totale di 187,5 km. Fu vinto dal lettone Aleksejs Saramotins, che terminò la gara in 4h36'49" alla media di 40,641 km/h.
Al traguardo 40 ciclisti portarono a termine il percorso.

## Ordine d'arrivo (Top 10)
| Pos. | Corridore           | Squadra      | Tempo    |
| ---- | ------------------- | ------------ | -------- |
| 1    | Aleksejs Saramotins | Rietumu Bank | 4h36'49" |
| 2    | Janek Tombak        | Mitsubishi   | s.t.     |
| 3    | Erki Pütsep         | Estonia      | s.t.     |
| 4    | Simas Kondrotas     | Ulan         | s.t.     |
| 5    | Aidis Kruopis       | Ulan         | a 1'14"  |
| 6    | Gediminas Bagdonas  | Ulan         | s.t.     |
| 7    | Mart Ojavee         | Rietumu Bank | s.t.     |
| 8    | Kalle Kriit         | Mitsubishi   | s.t.     |
| 9    | Rein Taaramäe       | Estonia      | s.t.     |
| 10   | Fredrik Ericsson    | Svezia       | s.t.     |